# Јоркшир (Вирџинија)
Јоркшир (енгл. Yorkshire) насељено је место без административног статуса у америчкој савезној држави Вирџинија.

## Демографија
По попису из 2010. године број становника је 7.541, што је 809 (12,0%) становника више него 2000. године.
| Група             | 2000.         | 2010.         |
| Белци             | 4.540 (67,4%) | 3.036 (40,3%) |
| Афроамериканци    | 574 (8,5%)    | 745 (9,9%)    |
| Азијати           | 161 (2,4%)    | 579 (7,7%)    |
| Хиспаноамериканци | 1.270 (18,9%) | 2.940 (39,0%) |
| Укупно            | 6.732         | 7.541         |